# Kępa Zaduska
Kępa Zaduska – nieistniejąca obecnie wieś w Polsce położona w województwie świętokrzyskim, w powiecie staszowskim, w gminie Osiek.
Obecnie część tej wsi jest przysiółkiem Matiaszowa (pod innym nazewnictwem, tj. z przedrostkiem Matiaszów-Staszówek), z kolei pozostałe jej części (ościenne) zostały włączone w obręb administracyjny wiosek Sworoń i Matiaszów. Przynależy on do parafii szwagrowskiej (a nie niekrasowskiej).
W latach 1975–1998 miejscowość administracyjnie należała do województwa tarnobrzeskiego. W sąsiedztwie tego przysiółka przebiega szerokotorowa linia kolejowa nr 65, tzw. LHS i droga powiatowa nr 0815 T (do Niekurzy).

## Historia
Pierwsza wzmianka o wsi pochodzi z 1578 roku, wtedy to według regestru poborowego tylko Jan Turski miał tu 9 zagrodników z rolą i 2 biedaków; a pozostali Turscy (tj. Krzysztof, Andrzej i Sebastian) w sumie 4 zagrodników z rolą razem.

II. Palatinatus Sandomiriensis. 1. Districtus Sandomiriensis an. 1578. Par. Niekraszow.
Kempka (dziś Kępa Zaduska, tj. w 1886 r.), Joannis Turski, hort. c. argo 9, inq. paup. 2.
Christopheri, Andreae et Sebastiani Turskich, hort. c. argo 1.

Adolf Pawiński, Małopolska, t. III.

Wieś wymieniana w Słowniku geograficznym Królestwa Polskiego i innych krajów słowiańskich pod koniec XIX wieku.

KĘPA ZADUSKA, wieś, powiat sandomierski, gmina Tursko, parafia Niekrasów. W 1827 roku było tu 7 domów, 49 mieszkańców. Nie zamieszczona w spisie urzędowym (Pam. Kn. gub. rad. z 1881 roku)

Bronisław Chlebowski, Słownik geograficzny Królestwa Polskiego..., t. III.

Na podstawie ww. informacji z 1882 roku – Kępa Zaduska, to wieś w ówczesnym powiecie sandomierskim, w ówczesnej gminie Tursko, i w parafii Niekrasów. W 1827 roku było tu 7 domów i 49 mieszkańców. Nie zamieszczona w spisie urzędowym z 1881 roku.
Kolejna wzmianka o Kępie Zaduskiej z 1892 roku, wskazuje, że wchodziła ona w skład gminy Tursko, z urzędem gminy w Strużkach. Sądem okręgowym dla gminy był IV Sąd Okręgowy w Staszowie (tam też była stacja pocztowa). Gmina miała 8 781 mórg rozległości ogółem (w tym 5 083 mórg włościańskich) i 4 613 mieszkańców (w tym 14% pochodzenia żydowskiego, tj. 63 żydów). W skład gminy wchodziły jeszcze: Antoszówka, Ossala, Luszyca, Matyaszów, Nakol, Niekrasów, Niekurza, Okrągła, Pióry, Rudniki, Szwagrów, Strużki, Sworoń, Trzcianka, Tursko Małe, Tursko Wielkie, Tursko Wola, Wymysłów, Dąbrowa i Zawada.